# Alfabet etruski

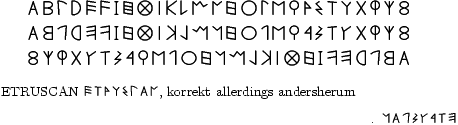
Przykłady różnych wariantów liter etruskich. Inskrypcje archaiczne (VII–V w. p.n.e.)

Alfabet etruski – fonetyczny system pisma wywodzący się z zachodniej odmiany alfabetu greckiego, używany w starożytności do zapisywania języka etruskiego. Zawiera również greckie znaki, niestosowane do słów rdzennie etruskich, na podobnej zasadzie jak litery x czy v w języku polskim. Etruskowie byli prawdopodobnie prekursorami pisma na Półwyspie Apenińskim. Najstarsze znane inskrypcje pochodzą z VI w. p.n.e. Pismo było używane powszechnie do połowy I w. n.e. oraz do ok. V w. n.e. przez kapłanów i uczonych. Etruskie pismo zazwyczaj pisano od prawej do lewej, ale w okresie archaicznym pisano również w liniach poziomych, na zmianę od lewej do prawej i od prawej do lewej (tzw. bustrofedon) – dosłownie „jak orzący wół”. System ten stosowany był wcześniej przez Greków, na początkowym etapie rozwoju ich pisma. Większość innych alfabetów staroitalskich, łącznie z łacińskim, stanowi modyfikację alfabetu etruskiego.